# Pimp My Wheels
Pimp My Wheels era uno show prodotto da MTV Italia (ispirato al format statunitense Pimp My Ride) condotto tra il 2005 ed il 2006 dal gruppo dei Gemelli DiVersi in collaborazione con il Technical Bike World.
Ogni settimana un mezzo ad almeno due ruote (camioncini, moto, motorini ma in almeno un caso anche un'Ape Piaggio) in pessime condizioni viene prelevato, smontato, ricostruito ed elaborato in modo unico, ispirandosi al carattere e agli hobby del suo proprietario.